# مؤسسه دیده‌بان زمین
مؤسسه دیده‌بان زمین (به انگلیسی: Earthwatch Institute)، یک مؤسسه خیریه بین‌المللی برای محیط زیست است. این مؤسسه در سال ۱۹۷۱ در نزدیکی بوستون در ایالات متحده آمریکا توسط رابرت ا. سیترون و کلارنس تروزدیل، رئیس مدارس عمومی ورمونت بنیانگذاری شد. این مؤسسه یکی از بزرگ‌ترین نهادهای جهانی در زمینه تحقیقات علمی در امور باستان‌شناسی، دیرینه‌شناسی، زندگی دریایی، تنوع زیستی، اکوسیستم‌ها و حیات وحش می‌باشد. این مؤسسه برای بیش از چهل سال، یک مدل علمی «شهروند منحصر به‌فرد» را برای جمع‌آوری کمک مالی، استخدام افراد، دانشجویان و معلمان برای شرکت در رشته‌های مختلف تحقیقاتی مهم، جهت درک واکنش‌های طبیعت و تسریع تغییرات جهانی آن را ارائه داده‌است و از کار صدها نفر در سطح دکترای تخصصی در امر تحقیقات پشتیبانی می‌کند. این محققان در ده‌ها کشور پراکنده هستند و سالانه بیش از ۱۰۰۰۰۰ ساعت کار تحقیقاتی انجام می‌دهند.
بیانیه مأموریت مؤسسه دیده‌بان زمین، مشارکت دادن مردم در سراسر جهان، به منظور تحقیقات علمی در رشته‌های مختلف و آموزش آنها جهت بالابردن شناخت و اقدام‌های لازم برای یک محیط زیست پایدار است.

## سازمان و تاریخچه
مقرها و دفاتر مؤسسه دیده‌بان زمین در بوستون (ماساچوست)، آکسفورد (انگلیس)، ملبورن (استرالیا)، توکیو (ژاپن) و هنگ کنگ (چین) قراردارند.
این مؤسسه به عنوان یک اردوی آموزشی بین‌المللی در سال ۱۹۷۱ در نزدیکی بوستون در ایالات متحده آمریکا، توسط رابرت ا. سیترون و کلارنس تروزدیل، رئیس مدارس دولتی ورمونت تأسیس گردید. در سال ۱۹۷۲، برایان ا.روسبورا، به عنوان یک داوطلب به این اردوی آموزشی پیوست و شش ماه بعد بود که ریاست تمام وقت این مؤسسه را بر عهده گرفت.
از سال ۱۹۷۱، این سازمان جهانی، بیش از ۱۱۰۰۰۰ داوطلب را استخدام کرده‌است، که به عنوان دستیار تحقیق به دانشمندان این رشته پیوسته و بیش از ۱۱ میلیون ساعت از وقت خود را برای تحقیقات مقدماتی زیست‌محیطی در سراسر جهان صرف کرده‌اند. مؤسسه دیده‌بان زمین، در حال حاضر بیش از ۵۰ عملیات تحقیقات حیاتی را در نزدیک به ۴۰ منطقه پشتیبانی می‌کند.
مؤسسه دیده‌بان زمین در استرالیا شریک برنامه مطالعه منابع زیستی استرالیایی شرکت بی اچ پی بیلیتون است.